# Davide Olivares
Davide Olivares (Vigevano, 21 giugno 1971) è un allenatore di calcio ed ex calciatore italiano, di ruolo centrocampista.

## Carriera

### Giocatore
È nato a Vigevano, ma è sempre vissuto ad Abbiategrasso, dove ha cominciato a tirare i primi calci al pallone nella squadra parrocchiale dell'O. S. G. Ha esordito giovanissimo nella prima squadra dell'Abbiategrasso, allora militante nel campionato Interregionale, facendosi subito notare dai dirigenti della Virescit Boccaleone, che lo ingaggiarono per poi girarlo, dopo una sola stagione, alla Lazio, con la quale esordì in Serie A il 29 ottobre 1989 in Inter-Lazio (3-0).
Passò successivamente alla SPAL, presso la quale restò 2 stagioni. In Serie A, oltre che con la Lazio, Olivares giocò anche con il Bologna, il Bari e il Lecce.
Nel 2001, mentre vestiva la maglia del Como, risultò positivo alla cocaina nel corso di un controllo antidoping. Dopo la squalifica di otto mesi, disputò campionati altalenanti in Serie C e nei dilettanti. Nel 2005 giocò con i laziali dell'Aprilia, mentre la stagione successiva passò all'Anziolavinio.
Nel 2007 firmò per il Guamo. Nel 2009 passò al Valfreddana 2000, squadra amatoriale di Lucca, dove in 2 stagioni mise a segno 24 reti. Nel 2011 passò al Massa Macinaia Sporting.
Nel 2012 giocò nelle file dell'Atletico Lucca 1970, collezionando 25 presenze e 10 gol. Nella stagione 2013-2014, tra l'entusiasmo generale, tornò a vestire i colori gialloverdi del Valfreddana 2000. Nel dicembre 2013, tuttavia, tornò a vestire la maglia dell'Atletico Lucca 1970.
Nel gennaio 2016 ritornò a giocare ad Abbiategrasso, firmando con la Virtus Abbiatense, in Terza Categoria.

### Allenatore
Dopo il ritiro da calciatore al termine della stagione 2015-2016, diventò l'allenatore degli Esordienti della Virtus Abbiatense (classe 2005), salvo poi essere chiamato a guidare la prima squadra, in Seconda Categoria, nel dicembre del 2016. Nella stagione 2017-2018 è stato confermato alla guida della prima squadra.

## Statistiche

### Presenze e reti nei club[5]
Si includono solamente le stagioni in squadre professionistiche.
| Stagione                | Squadra                 | Campionato              | Campionato | Campionato | Totale | Totale |
| Stagione                | Squadra                 | Camp                    | Pres       | Reti       | Pres   | Reti   |
| ----------------------- | ----------------------- | ----------------------- | ---------- | ---------- | ------ | ------ |
| 1988-1989               | Virescit Bergamo        | C1                      | 9          | 1          | 9      | 1      |
| 1989-1990               | Lazio                   | A                       | 2          | 0          | 2      | 0      |
| 1990-1991               | Virescit Bergamo        | C2                      | 27         | 2          | 27     | 2      |
| 1991-1992               | Virescit Bergamo        | C2                      | 34         | 4          | 34     | 4      |
| Totale Virescit Bergamo | Totale Virescit Bergamo | Totale Virescit Bergamo | 61         | 6          | 61     | 6      |
| 1992-1993               | SPAL                    | B                       | 18         | 2          | 18     | 2      |
| 1993-1994               | SPAL                    | C1                      | 27         | 1          | 27     | 1      |
| Totale SPAL             | Totale SPAL             | Totale SPAL             | 45         | 3          | 45     | 3      |
| 1994-1995               | Bologna                 | C1                      | 32         | 6          | 32     | 6      |
| 1995-1996               | Bologna                 | B                       | 27         | 0          | 27     | 0      |
| ago.-nov. 1996          | Bologna                 | A                       | 1          | 0          | 1      | 0      |
| Totale Bologna          | Totale Bologna          | Totale Bologna          | 60         | 6          | 60     | 6      |
| nov. 1996-1997          | Bari                    | B                       | 21         | 2          | 21     | 2      |
| 1997-1998               | Bari                    | A                       | 12         | 0          | 12     | 0      |
| 1998-1999               | Bari                    | A                       | 21         | 1          | 21     | 1      |
| 1999-2000               | Bari                    | A                       | 16         | 1          | 16     | 1      |
| Totale Bari             | Totale Bari             | Totale Bari             | 70         | 4          | 70     | 4      |
| 2000-gen. 2001          | Lecce                   | A                       | 2          | 0          | 2      | 0      |
| gen.-giu. 2001          | Como                    | C1                      | 17         | 5          | 17     | 5      |
| 2001-2002               | Como                    | B                       | 0          | 0          | 0      | 0      |
| Totale Como             | Totale Como             | Totale Como             | 17         | 5          | 17     | 5      |
| 2002-2003               | Lucchese                | C1                      | 26         | 2          | 26     | 2      |
| 2003-2004               | Giulianova              | C1                      | 19         | 0          | 19     | 0      |
| 2004-2005               | Calangianus             | D                       | 29         | 6          | 29     | 6      |
| 2005-2006               | Aprilia                 | D                       | ?          | ?          | ?      | ?      |
| 2006-gen. 2007          | Anziolavinio            | D                       | ?          | ?          | ?      | ?      |
| gen.-giu. 2007          | Aprilia                 | Eccellenza              | ?          | ?          | ?      | ?      |
| Totale carriera         | Totale carriera         | Totale carriera         | 340        | 33         | 340    | 33     |

## Palmarès

### Club

#### Competizioni nazionali
- Campionato italiano Serie C1: 1

Bologna: 1994-1995
- Campionato italiano di Serie B: 2

Bologna: 1995-1996
Como: 2001-2002